# Lijst van voetbalinterlands Australië - Fiji (vrouwen)
Deze lijst van voetbalinterlands is een overzicht van alle officiële voetbalinterlands tussen de nationale vrouwenteams van Australië en Fiji. De landen hebben tot nu toe drie keer tegen elkaar gespeeld.

## Wedstrijden
| № | Plaats   | Datum           | Competitie                          | Wedstrijd        | Uitslag |
| - | -------- | --------------- | ----------------------------------- | ---------------- | ------- |
| 1 | Nouméa   | 2 december 1983 | Oceanisch kampioenschap 1983        | Australië − Fiji | 13 − 0  |
| 2 | Auckland | 15 oktober 1998 | Oceanisch kampioenschap 1998        | Australië − Fiji | 17 − 0  |
| 3 | Ba       | 6 maart 2003    | Olympische Spelen 2004 kwalificatie | Fiji − Australië | 0 − 7   |

## Samenvatting
| Competitie                     | Totaal gespeeld | Winst Australië | Gelijk | Winst Fiji | Doelsaldo Australië – Fiji |
| ------------------------------ | --------------- | --------------- | ------ | ---------- | -------------------------- |
| Olympische Spelen kwalificatie | 1               | 1               | 0      | 0          | 7 − 0                      |
| Oceanisch kampioenschap        | 2               | 2               | 0      | 0          | 30 − 0                     |
| Totaal                         | 3               | 3               | 0      | 0          | 37 − 0                     |